# Zlatolaska in zmaj
Zlatolaska in zmaj je sodobna pravljica. Avtor pravljice je Emil Filipčič, slovenski pisatelj, bolj znan kot pisec avtorskih pripovednih in dramskih del. Zlatolaska in zmaj je pravljica o zaljubljenem zmaju, ki se je odločil imeti kraljevo hčer za ženo in se na koncu spremenil v lepega princa.

## Glavna literarna oseba
Glavna literarna oseba je zmaj s tremi glavami, ki je bil star kot zemlja. Njegova leva glava je bila »Spomin«, ki je bila stara kot zemlja in morje. Njegova srednja glava je bila »Praznina«, ki je bila stara kot nebo, desna glava pa »Moč«, ki je bila stara kot ogenj. Živel je v podzemeljskem breznu in zakon narave mu je dovoljeval vzeti Zlatolasko, kraljevo hčer, za ženo. Zmaj je bil zelo agresiven, jezen in zelo hitro se je razburil. Ko je hotel imeti Zlatolasko za ženo je hodil po deželi, bruhal ogenj na vse strani, ruval drevesa in rjovel, tako da so se ga bali vsi ljudje. Zmaj pa je imel tudi drugi obraz, ko je spoznal Zlatolasko je postal ljubezniv, občutljiv in prijazen.

## Simbol zmaja
V vzhodnih kulturah zmaj simbolizira srečo. Na zahodu pa je za razliko v pravljicah vedno upodobljen kot zlobni zmaj, katerega mora premagati dobri princ, da pride do lepe kraljične. Na vzhodu zmaji veljajo za junake, na zahodu pa zlobne pošasti. V pravljicah so zmaji največkrat prikazani kot veliki zlobni ogenj-bruhajoči stvori z velikimi zobmi in po navadi v službi zlobnih čarovnic. Vedno so inteligentni in ubogajo ukaze.
Simbol zmaja v krščanstvu pomeni zlobno osebnost, zaradi povezovanja s hudičem (razširjeno predvsem v Evropi). Poganska razlaga simbolizira zmaja kot zaščitnika (pripisujejo mu moč in zvitost), primer je valižanski zmaj Y Ddraig Goch (dobesedno rdeči zmaj), ki nastopa tudi v državni zastavi Walesa. Današnji grbi z zmaji izhajajo iz heraldičnega simbola, ki se je sprva pojavil na ščitih srednejveških vitezov.

## Pomen glavne literarne osebe
Zmaj je vedno premagal vse prince in viteze v deželi in jih spremenil v kače. Pojedel je Zlatolaskino mati, babico in prababico. V deželi je pri ljudeh vzbujal strah in spoštovanje. Ko pa je v deželo prišel Zlatolaskin oče, ga je ta premagal in postal kralj, zato je zmaju počilo srce in iz njega je skočila Zlatolaskina mati. Zakon narave je zmaju dovoljeval, da vzame za ženo Zlatolasko, kraljevo hčer, ko bo stara 16 let. Zmaja pa je bilo vseeno strah ali ga bo Zlatolaska sprejela. Kraljeva hčer se je zaljubila v zmaja in ga imela zelo rada, bil je edini, ki se ji je zdel najbolj normalen in nikoli se mu ni posmehovala, zato se je zmaj na koncu spremenil v princa.

## Stranske osebe
- Zlatolaska
- Zlatolaskin oče
- Zlatolaskina mati
- mački Bajči in Piki
- beli maček
- morski pes
- medved
- orel
- prašiči

## Vsebina pravljice
Nekoč je živel kralj, ki je imel edino hčer Zlatolasko. Skrbelo ga je, ker je vedel, da zmaj v podzemnem breznu želi njegovo hčer za ženo. Zmaj je razgrajal po deželi in rjovel, da spomladi dobi Zlatolasko za ženo. Potem se je vrnil v svoj dom in se beli maček mu je predlagal, naj se najprej okopa v kačjem jezeru potem pa odide k Zlatolaskini materi in z njo pogovori o poroki z Zlatolasko. Zlatolaskina mati je vedela, da zakon narave dovoljuje to poroko, zato mu ni za oporekati. Svetovala mu je, naj Zlatolaski poje pesmi, ker ima to najraje. Potem je Zlatolaskina mati poklicala Zlatolasko in zmaj ji je zapel pesem o prašičih in jo popeljal po ribniku. Zlatolaski je bil zmaj zelo všeč in kmalu se je zaljubila vanj. Potem sta poletela do Triglava, se na poti ustavila pri zmajevem prijatelju morskemu psu, medvedu in orlu, da se je zmaj lahko pohvalil z Zlatolasko. Ko sta prišla na grad se je Zlatolaskin oče že pripravljal na poroko. In njuna poroka je bila res veličastna, v zrak so spustili tisoče in tisoče golobov in grlic in povsod je bilo na pretek jedače in pijače. Ko pa se je znočilo je na nebu zažarel ognjemet. Kralj je prepustil prestol zmaju. Zmaj in zlatolaska sta bila zelo zaljubljena in s kočijo sta se odpeljala v podzemno brezno. Zlatolaska je zmaja poljubila na popek in ta se je spremenil v črnolasega princa. Tudi jezero je vzvalovilo in tristo zelenih kač se je spremenilo v tristo princev, vitezev in svinjskih pastirjev. Zlatolaska in mladenič sta odšla v demantni grad in tam živela, kakor jima je ljubezen velevala.

## Interpretacija
V pravljici se pojavi motiv zmaja, ki se preoblikuje do konca pravljice v najbolj pozitiven lik. Vzdušje v pravljici je napeto in ljubezensko obarvano s srečnim koncem. Kraj dogajanja bi lahko označili Slovenijo, ker se v pravljici pojavi ime gore Triglav in tudi podzemno brezno in kačje jezero lahko interpretiramo kot slovensko podzemno jamo in jezero.

## Motivsko tematske povezave
Ostale zgodbe iz slovenske književnosti, v katerih nastopa motiv zmaja:
- Zmaj Tolovaj
- Zmaj Lakotaj z Ljubljanskega gradu
- Zmaj močeraj
- Zmajček razgrajaček
- Varuh obale
- Uspavanka za zmajčke
- Zaljubljeni zmaj
- Plahi zmaj
- Pošastno
- Zmajček Jami v Postojnski jami
- Pogašeni zmaj
- Zmaji iz našega mesta
- Prijazni zmaj Zumi
- Anin zmaj
- Zmaj Direndaj
- Petelin in zmaj